# Роє-при-Требелнем
Роє-при-Требелнем (словен. Roje pri Trebelnem) — поселення в общині Мокроног-Требелно, регіон Південно-Східна Словенія, Словенія.